# Institutionen för sociologi och arbetsvetenskap (Göteborgs universitet)
Institutionen för sociologi och arbetsvetenskap är en del av Göteborgs universitets samhällsvetenskapliga fakultet. Institutionen sysslar med utbildning och forskning kopplat till samhälle och arbetsliv. Vid institutionen erbjuds kurser och program inom ämnesområdena sociologi, kriminologi, arbetsvetenskap, personalvetenskap och konflikthantering. Forskningsmiljöerna vid institutionen kretsar kring frågor som arbetsliv och välfärd, miljö och klimat, sociala rörelser, migration, brott och straff, digitalisering samt organisation och ledarskap.
Institutionen för sociologi och arbetsvetenskap har sina lokaler på Campus Haga, som ligger i den centrala stadsdelen Haga i Göteborg. Verksamheten leds sedan oktober 2024 av prefekt Kristian Daneback, professor i socialt arbete, och proprefekt Sofia Strid, docent i genusvetenskap.

## Utbildningar
Program på grundnivå
- Arbetsvetarprogrammet, 180 hp
- Personalvetarprogrammet, 180 hp

Program på avancerad nivå
- Masterprogrammet i sociologi, 120 hp
- Masterprogrammet i kriminologi, 120 hp
- Master’s Programme in Strategic Human Resource Management and Labour Relations, 120 hp
- Magisterprogram i arbetsvetenskap, 60 hp

Utöver dessa ger institutionen även en mängd fristående kurser inom sociologi, kriminologi, arbetsvetenskap, personalvetenskap och konflikthantering. Institutionen ger även kurser inom de flesta lärarprogram vid Göteborgs universitet.

## Forskarutbildning
Institutionen bedriver forskarutbildning i två ämnen: sociologi och arbetsvetenskap. Inom sociologi finns dessutom en inriktning mot teknik- och vetenskapsstudier (STS).